# Angela Freimuth

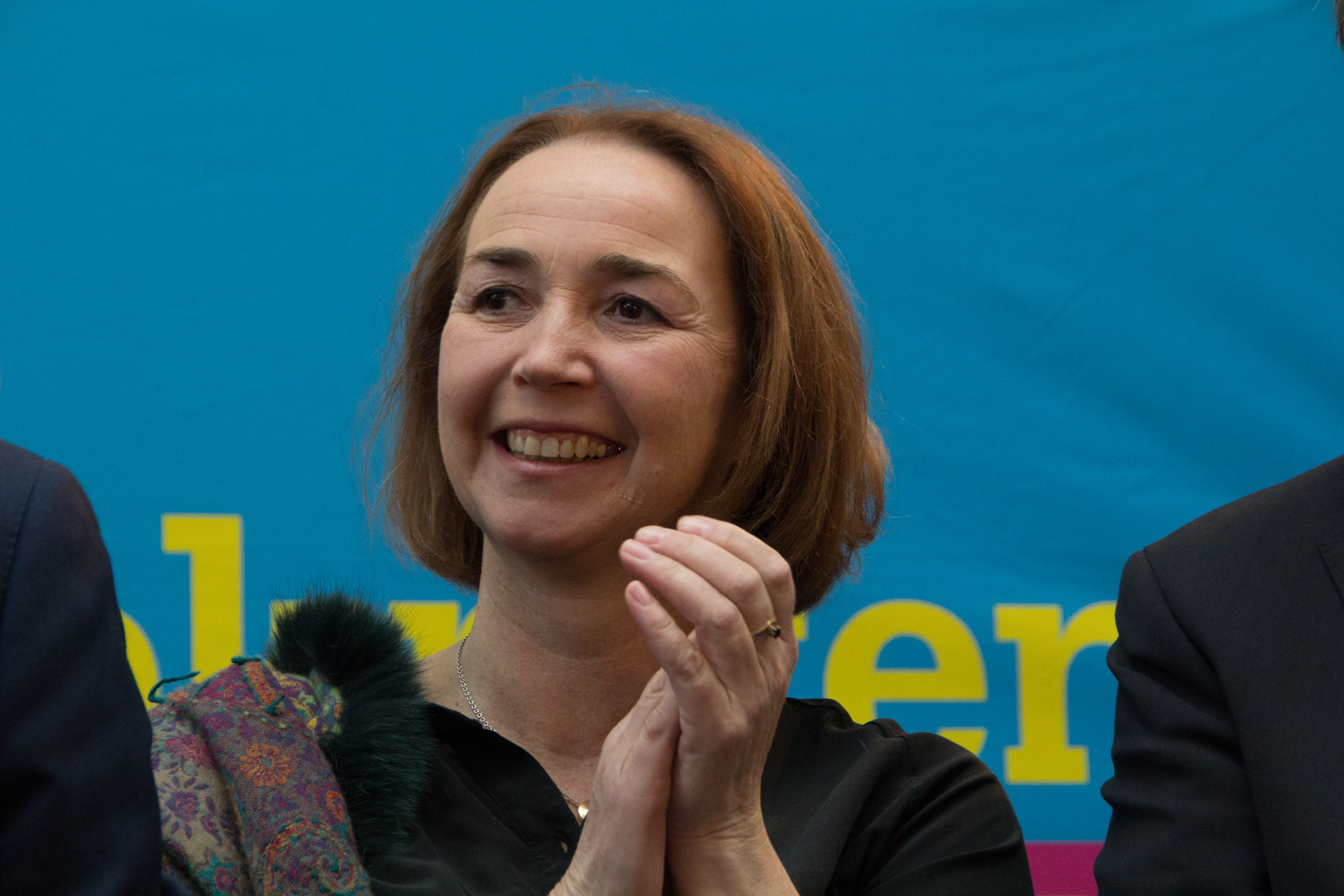
Angela Freimuth (2017)

Angela Freimuth (* 12. Juli 1966 in Lüdenscheid) ist eine deutsche Politikerin (FDP). Sie ist seit dem 2. Juni 2000 Mitglied des Landtages von Nordrhein-Westfalen und war vom 1. Juni 2017 bis zum 1. Juni 2022 dessen Vizepräsidentin.

## Ausbildung und Beruf
Freimuth absolvierte die Mittlere Reife 1982 und das Abitur 1985 am Zeppelin-Gymnasium Lüdenscheid. 1988 beendete sie ihre Lehre zur Werkzeugmacherin. Danach begann sie das Studium der Rechtswissenschaften an der Universität Bonn, das sie mit dem ersten Examen 1995 beendete. Nach Referendariat und 2. juristischen Staatsexamen 1998 wurde Freimuth als Rechtsanwältin zugelassen.

## Partei
Freimuth ist Mitglied der FDP seit 1987. Seit 1994 ist sie Mitglied im FDP-Landesvorstand NRW und war von 2002 bis Januar 2023 stellvertretende Vorsitzende. Im FDP-Bundesvorstand war Freimuth von 2003 bis 2013. Bereits seit 1998 ist sie Vorsitzende des FDP-Bezirksverband Westfalen-West. Freimuth war von 2001 bis Mai 2010 Schatzmeisterin bei der Bundesvereinigung Liberale Frauen e. V. Im Jahre 2004 wurde sie Vorsitzende der Vereinigung Liberaler Juristen NRW e. V. Freimuth ist stellvertretende Kuratoriumsvorsitzende der Wolfgang-Döring-Stiftung.

## Abgeordnete
Angela Freimuth ist seit dem 2. Juni 2000 Abgeordnete des Landtags Nordrhein-Westfalen und war von 2005 bis 2012 und 2017 bis 2022 dessen Vizepräsidentin. Von 2022 bis 2025 war sie stellvertretende Vorsitzende der FDP-Landtagsfraktion. Außerdem ist sie seit 2022 Sprecherin für Wissenschaft und Forschung und Sprecherin für Digitalisierung, Bauen und Wohnen. Angela Freimuth ist Vorsitzende der NRW-USA-Parlamentariergruppe am Landtag Nordrhein-Westfalen. Freimuth ist u. a. Mitglied im Kuratorium für das Haus der Geschichte Nordrhein-Westfalen.

## Privates
Angela Freimuth ist mit Axel Hoffmann verheiratet und hat einen Sohn.